# Parque natural de Sierra María-Los Vélez
El Parque Natural de la Sierra de María-Los Vélez es un espacio natural protegido español situado en la provincia de Almería, Andalucía, que fue declarado parque natural en 1987, con una superficie de 22 562 hectáreas y una altura máxima de 2045 msm. Se extiende por los términos municipales de los municipios de Chirivel, María, Vélez-Blanco y Vélez-Rubio. Se accede desde la autovía A-92-N, con salidas en Chirivel y Vélez Rubio. Dispone de oficina de información en el “Almacén de Trigo”, en Vélez-Blanco (centro de visitantes).

## Patrimonio natural

### Climatología
El clima es mediterráneo de montaña: seco en verano con altas temperaturas diurnas y bajas nocturnas, y algo más húmedo en invierno con temperaturas bajas y nevadas frecuentes.

### Geología
La Sierra de María es una de las integrantes del sistema montañoso de las Cordilleras Subbéticas. Desde la época romana y musulmana se conoce dicho origen.
Son suelos calizos en los que abundan las formaciones kársticas con numerosas quebradas y grietas de gran influencia en los ecosistemas del parque.

### Flora

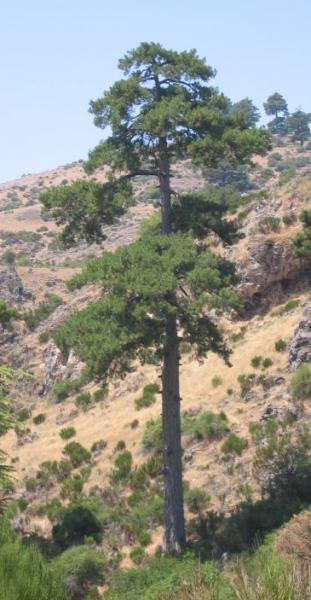
Pino negral o laricio (Pinus nigra).

Las características geológicas del parque dan lugar a la existencia de una considerable variedad de microclimas y biotopos en los que crecen muy diferentes especies vegetales.
La gran riqueza biológica es albergada por una abundante masa forestal en la que se conjugan bosques de pino negral o laricio (Pinus nigra) autóctono con reforestaciones de pino carrasco (Pinus halepensis). El pino carrasco ha sido la especie mayoritariamente empleada en las repoblaciones por su gran adaptación a condiciones de suelos pobres (poco fértiles) y de xericidad (escasa humedad). Hay citas de la presencia frecuente y abundante de esta especie de pino en toda la comarca de los Vélez desde antes del siglo XVI, además de contar con "La Dehesa de la Alfahuara", el único monte mixto de pino carrasco y encina que nunca se taló ni roturó, llegando hasta nuestros días tal y como se conoce en la actualidad (salvo dos pequeños rodales reforestados por el hombre). También existen citas de la presencia de pólen de pinos en épocas prehistóricas, encontradas en Cueva Ambrosio (Vélez-Blanco). En las repoblaciones de Sierra María también se empleó el pino resinero (Pinus pinaster) en cotas medias, resultando ser la Umbria de la Virgen (en el término municipal de María) la zona en donde esta especie se ha desarrollado con mayor vigor. 
La zona más próxima a los valles se convierten en bosques ralos de encinas (Quercus rotundifolia) entre los que crecen otras especies típicas del Mediterráneo como jaras (Cistus sp.), lavanda (Lavandula sp.), matagallos (Phlomis sp.), mostajos (Sorbus sp.),coscojas (Quercus coccifera) quejigos (Quercus faginea), romero (Salvia rosmarinus) y tomillo (Thymus sp.).
En las áreas de mayor altitud, solo pueden crecer algunas especies adaptadas a las poco frecuentes precipitaciones y las temperaturas extremas de la zona, por lo que la cubierta vegetal es escasa. Como especies más características el enebro (Juniperus communis) y la sabina rastrera (Juniperus sabina), aunque en las cimas son el piorno azul (Erinacea anthyllis) y el cojín de monja (Erinacea anthyllis) las especies predominantes. Destaca un ejemplar de Juniperus thurifera, considerado milenario, la sabina albar de Chirivel, declarada monumento natural de Andalucía.
Otras especies del matorral espinoso de altura son el agracejo (Berberis sp.), el espino (Crataegus sp.), la genista (Genista boisgien) y la vella espinosa (Vella spinosa).
En esta rica comarca en la que crece una gran diversidad botánica, existen además varios endemismos botánicos, entre los que se encuentran Brassica repanda, Centaurea macrorhyza, Helianthemum rossmaessleri, Horrnatophylla longicaulis, Nepeta hispanica, Sideritis acostae y Sideritis stachydioides, además de muchas otras especies con áreas de distribución muy restringidas.

### Fauna

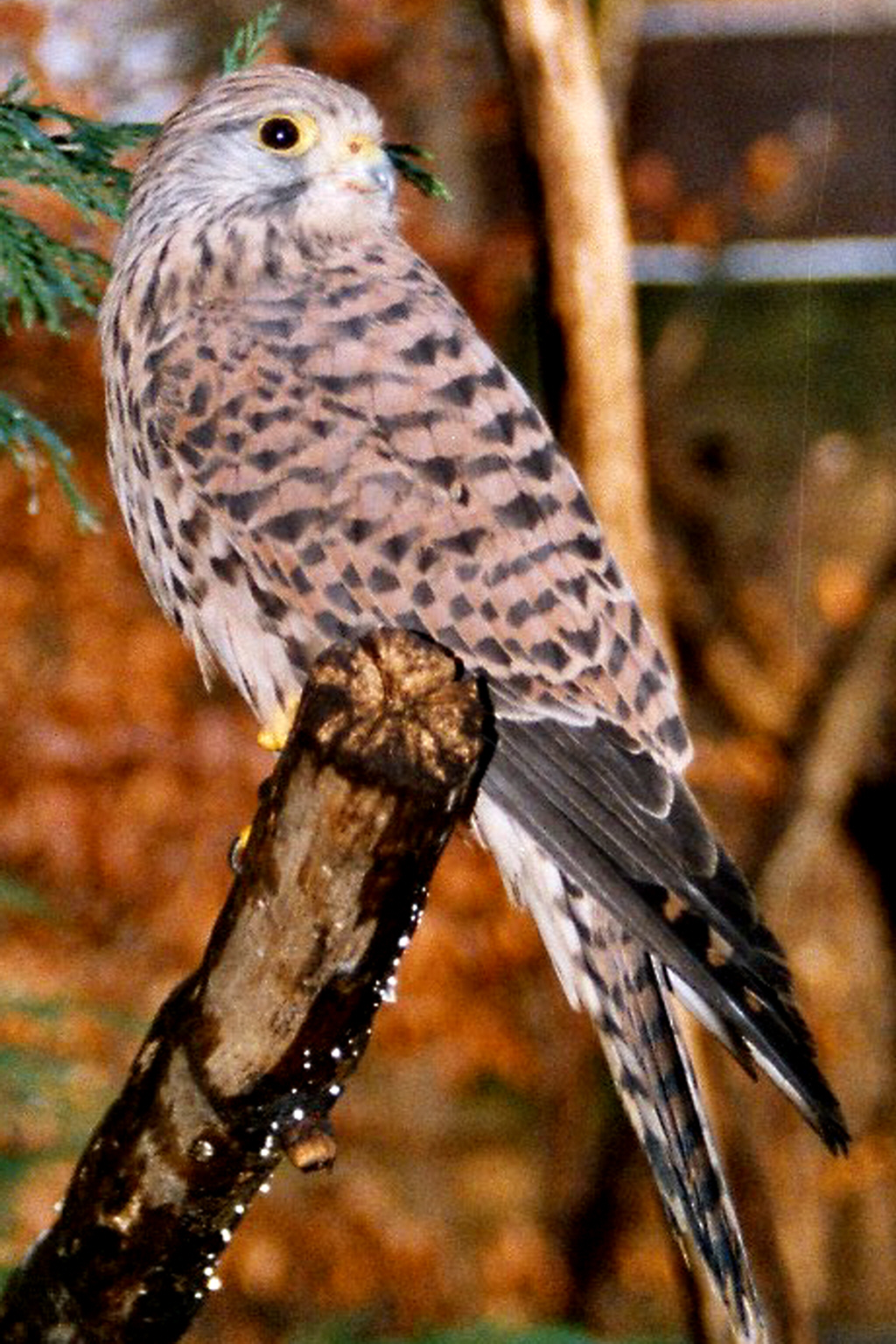
Cernícalo común (Falco tinnunculus).

La diversidad avícola de este parque es uno de sus mayores patrimonios. Entre las más de cien especies que habitan permanente o temporalmente en el área, se encuentran: agateador (Certhia brachydactila), águila calzada (Aquila pennatus), águila culebrera (Circaetus gallicus), águila real (Aquila chrysaetos), alcaudón real (Lanius excubitur), alcotán europeo (Falco subbuteo), autillo (Otus scops), azor (Accipiter gentilis), bisbita común (Anthus pratensis), búho chico (Asio otus), búho real (Bubo bubo), calandria (Melanocorypha calandra), cernícalo (Falco tinnunculus), cogujada (Galerida cristata), gavilán (Accipiter nisus), halcón peregrino (Falco peregrinus), mito (Aegithalos caudatus), ratonero común (Buteo buteo), reyezuelo común (Regulus regulus), triparriscos (Trichodroma murania), vencejo real (Apus melba)...
Sin embargo, por lo que respecta a otros vertebrados, la diversidad biológica no es tan espectacular. Entre las especies más habituales se encuentran:
- Mamíferos: ardilla común europea (Sciurus vulgaris), comadreja (Mustela nivalis), gato montés (Felis silvestris), gineta (Genetta genetta), lirón careto (Eliomys quercinus), jabalí (Sus scrofa), tejón (Meles meles) y zorro rojo (Vulpes vulpes)

- Reptiles: culebra de escalera (Elaphe scalaris), lagarto ocelado (Lacerta lepida) y víbora de Lataste (Vipera latastei).

Por lo que respecta a los invertebrados, son reseñables algunas especies de mariposas: Hemóptera corpae, Parnassius apollo mariae y Pseudochazara hipolyte. Las dos últimas endémicas de las Sierras Subbéticas. Últimos estudios del Grupo de Lepidópteros de la Universidad de Murcia catalogan hasta un total de 475 especies, un 26% del total nacional.

### Explotación histórica de los recursos
Los recursos que este espacio natural ofrece a sus habitantes han servido para que éstos tradicionalmente se recurran a la agricultura de secano, la ganadería ovina y la explotación maderera. La caza deportiva y la recolección y tratamiento de plantas aromáticas son otras de las actividades que, aunque en menor medida, también han sido realizadas en esta comarca. En la actualidad, el turismo rural viene a significar un valor en alza para la economía de sus habitantes.

## Patrimonio arqueológico
En su extensión existen numerosos yacimientos arqueológicos que testifican la existencia de asentamientos humanos desde tiempos remotos. Del Neolítico y el Paleolítico son los hallazgos de Cueva de los Letreros, Cueva Ambrosio, Cueva del Gabar y Cerro de las Canteras. 

### Cueva de los Letreros

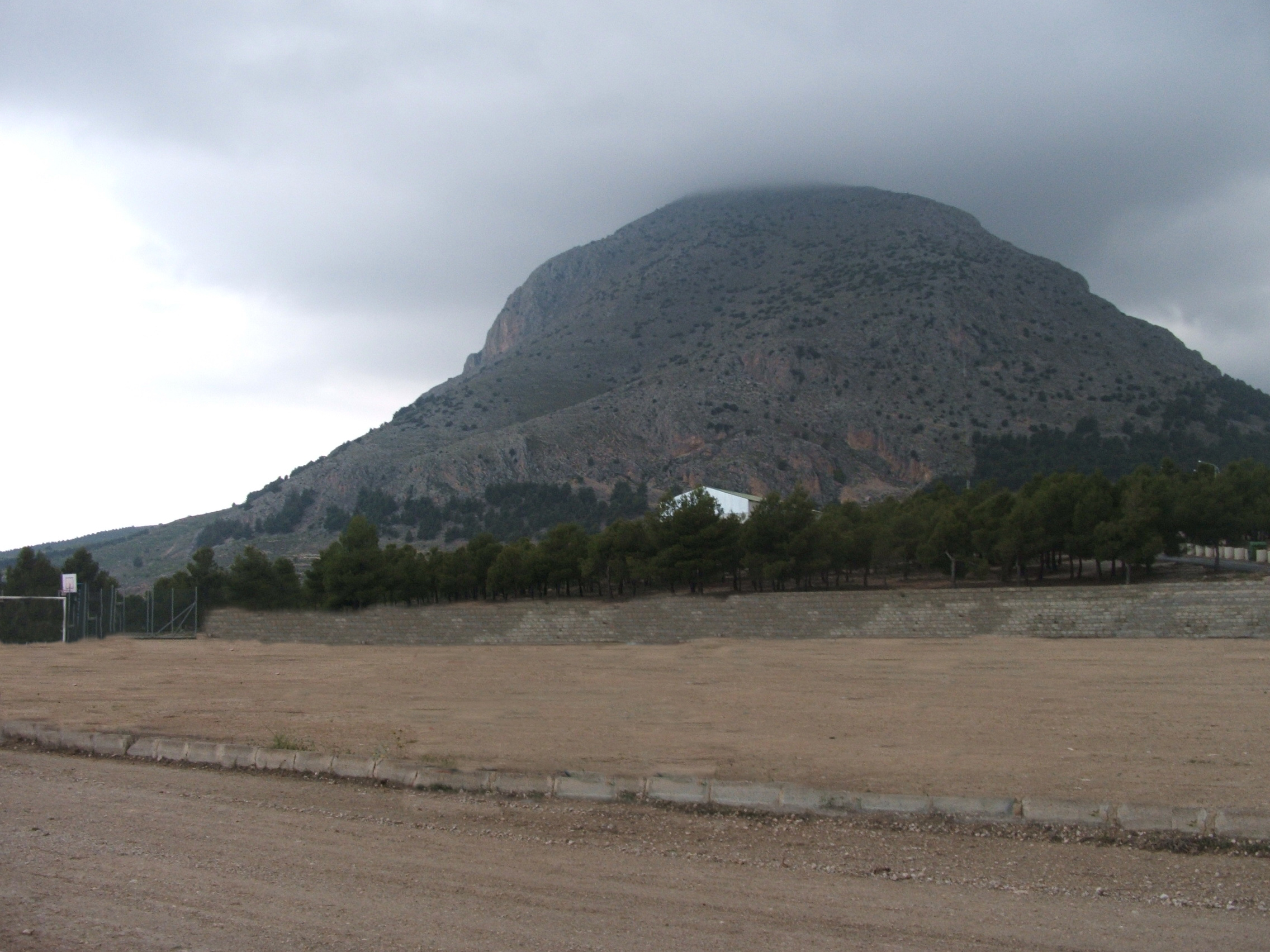
Montaña donde se encuentra la cueva.

Las pinturas rupestres de la cueva de los Letreros son uno de los más importantes tesoros arqueológicos de Almería. De hecho, un símbolo que identifica a esta provincia, el Indalo, es el resultado de la explotación turística de uno de los supuestos personajes dibujados en sus paredes.
Se halla en el término municipal de Vélez-Blanco al abrigo de una pared del Maimón Grande. Tanto el referido Indalo como otra de las figuras más características, conocida como El Brujo, son notables ejemplos del tipismo artístico rupestre del levante español. La cueva está incluida entre las que forman el bien "arte rupestre del arco mediterráneo de la península ibérica" incluido por la Unesco en 1998 como parte del Patrimonio Mundial de la Humanidad.

## Patrimonio cultural

### Monumentos

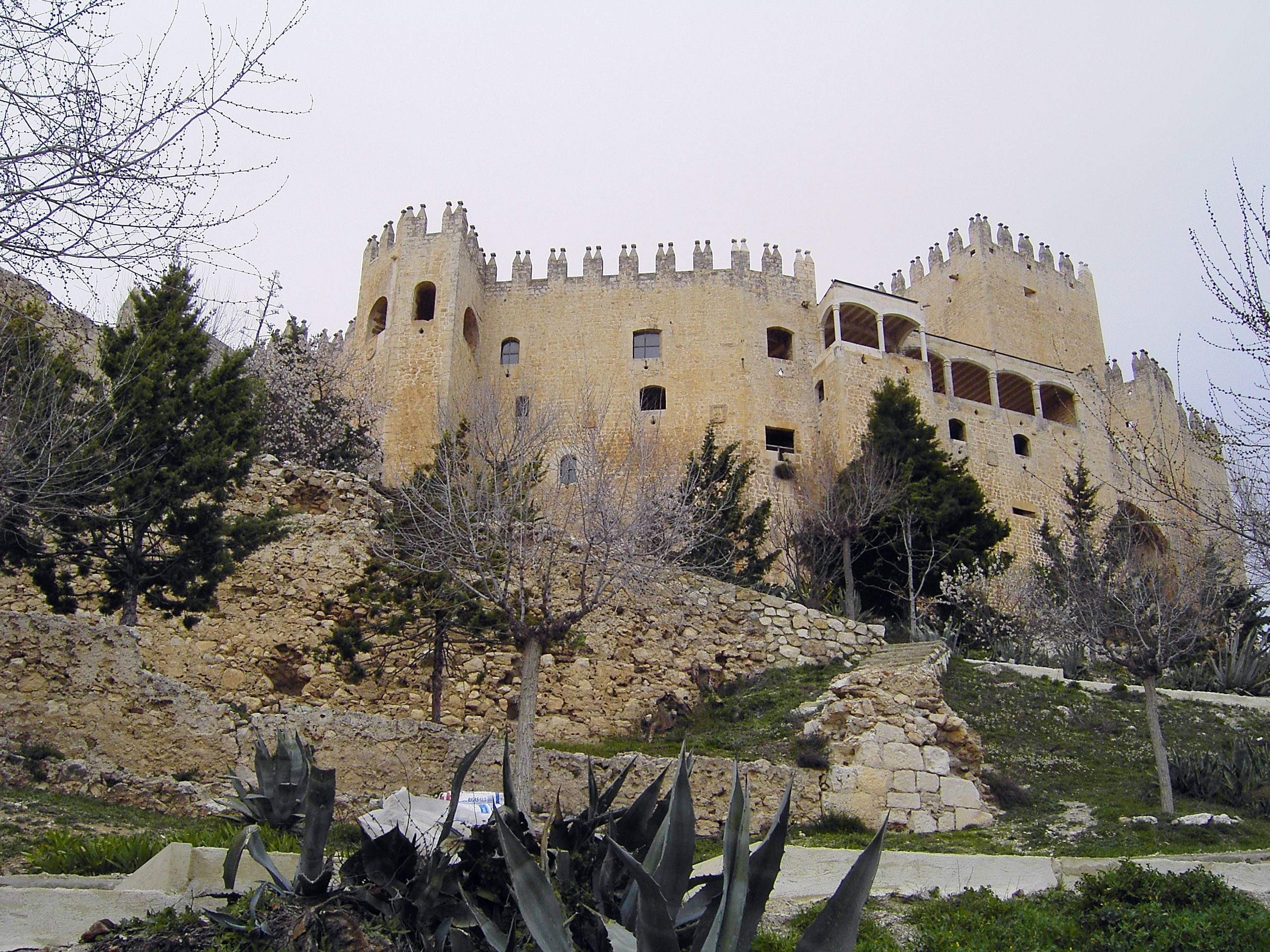
Castillo de los Fajardo en Vélez-Blanco.

El Castillo de los Fajardo preside el municipio de Vélez-Blanco. Se trata de un alcázar árabe que sufrió grandes modificaciones tras la Reconquista, haciéndose evidentes las posteriores modificaciones renacentistas en su arquitectura. El patio interior del castillo se expones desde inicios del siglo XX como una de las grandes joyas del catálogo de "Metropolitan Museum" de Nueva York. El barrio de La Morería y el Convento de San Luis, de estilo plateresco y torre mudéjar, son dos de los lugares más llamativos del casco histórico en el que es característico el sonido de las innumerables fuentes que por él se reparten.
El casco histórico de Vélez-Rubio, en el que sobresalen varias residencias señoriales y la Casa Consistorial posee una auténtica joya del barroco; se trata de la imponente Iglesia parroquial de la Encarnación de dimensiones catedralicias y porte majestuoso. Otros monumentos reseñables de la localidad son el Convento de la Inmaculada y el Museo Etnográfico.

### Museos
- En el antiguo Hospital Real de Vélez-Rubio tiene su sede el Museo Comarcal Velezano "Miguel Guirao", que cuenta con una interesante colección arqueológica comarcal.
- El Jardín Botánico "Umbría de la Virgen", en el paraje que le da nombre, contiene una rica variedad de especies autóctonas sirviendo de muestra de la riqueza botánica del parque.

### Folclore y tradiciones
En el mes de abril, los habitantes de las comarcas vecinas peregrinan a la ermita de la Virgen de la Cabeza, en pleno corazón del parque, en el término municipal de María.
Otras manifestaciones de la cultura popular son las Coplas del Rosario de la Aurora en Chirivel y los encuentros de las Cuadrillas de Ánimas, grupos musicales folclóricos muy populares en muchas comarcas del sureste peninsular. 
Vélez-Rubio cuenta además con una de las celebraciones de Semana Santa más espectaculares de la provincia de Almería.

## Infraestructuras y dotación de servicios
Para llegar a la Comarca de los Vélez solo existe el autobús de línea como alternativa a los vehículos particulares. Tanto las cabeceras de cada municipio como algunas de las pedanías más pobladas tienen este servicio. Hay líneas regulares diarias con Almería, Granada y Murcia.
Varios establecimientos hoteleros y las cada día más numerosas casas destinadas al turismo rural dan posibilidad de albergue en las localidades de la comarca. Para la acampada, la zona controlada de “Las Almohallas” en Vélez-Blanco (restringida a grupos juveniles sin ánimo de lucro) y el camping “Sierra de María” en María son las únicas áreas autorizadas.
En pleno corazón del parque existen las instalaciones recreativas de “La Piza” y “Los Alamicos”,en María perfectamente acondicionadas y dotadas de los recursos necesarios para el esparcimiento. Dada la escasa pluviosidad de la zona el peligro de incendio es alto y es imprescindible tomar todas las precauciones posibles para evitar el desastre. 
Cinco miradores facilitan la contemplación de los mejores paisajes del parque: "Las Sabinas" en Chirivel, "La Punta del Morral" y "La Dehesa" en María y "Collado de las Arenas" y "Puerto del Peral" en Vélez-Blanco.
La Consejería con competencia en materia medioambiental propone algunos trazados para la práctica del senderismo:
- Sendero "Cueva de los Letreros". Vélez-Blanco
- Sendero "La Sabina". Chirivel
- Sendero "La Umbría de la Virgen" (Jardín Botánico). María
- Sendero "Pinar de la Alfahuara". María
- Sendero "Vereda Alta"
- Sendero "Pinar de las Muelas y Hoya de Taibena". Vélez-Blanco
- Sendero "Sierra Larga". Vélez-Blanco
- Sendero "Solana del Maimón". Vélez-Blanco y Vélez-Rubio
- Sendero "Umbría del Maimón". Vélez-Blanco y María